# Melicope margaretae
Melicope margaretae är en vinruteväxtart som först beskrevs av Forest Buffen Harkness Brown, och fick sitt nu gällande namn av Thomas Gordon Hartley. Melicope margaretae ingår i släktet Melicope och familjen vinruteväxter. Inga underarter finns listade i Catalogue of Life.